# كأس فرنسا 1998–99
كأس فرنسا 1998–99 (بالفرنسية: Coupe de France de football 1998-1999)‏ هو الموسم 82 من كأس فرنسا. أشرف على تنظيمه اتحاد فرنسا لكرة القدم، وفاز فيه نادي نانت.